# Hrabstwo Clearfield
Clearfield – hrabstwo w stanie Pensylwania w USA. Populacja liczy 81642 mieszkańców (stan według spisu z 2010 roku).
Powierzchnia hrabstwa to 2989 km² (w tym 18 km² stanowią wody). Gęstość zaludnienia wynosi 27,4 osoby/km².

## Miejscowości

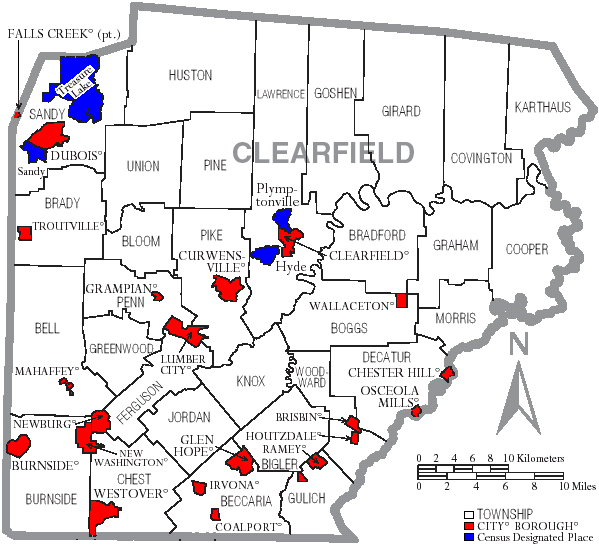
Rozmieszczenie miast i Broughs na mapie hrabstwa

### Miasta
- DuBois

### Boroughs
| - Brisbin - Burnside - Chester Hill - Clearfield - Coalport | - Curwensville - Falls Creek - Glen Hope - Grampian - Houtzdale | - Irvona - Lumber City - Mahaffey - New Washington - Newburg | - Osceola Mills - Ramey - Troutville - Wallaceton - Westover |